# فقط خدا می‌بخشد
فقط خدا می‌بخشد (انگلیسی: Only God Forgives) فیلمی در ژانر جنایی، درام، نئو-نوآر و اکشن به کارگردانی نیکلاس ویندینگ رفن محصول سال ۲۰۱۳ است. از بازیگران آن می‌توان به رایان گاسلینگ، کریستین اسکات توماس و تام برک اشاره کرد.
این فیلم که از سوی کارگردان به فیلمساز شیلیایی، آلخاندرو خودوروفسکی تقدیم شده، بازتاب‌های منفی و مثبت بسیار متفاوتی دریافت کرد.